# The Starving Games
The Starving Games (Brasil: Jogos Famintos ) é um filme estadunidense de paródia, dirigido por Jason Friedberg e Aaron Seltzer, estrelado por Maiara Walsh, Brant Daugherty e Cody Christian. Estreou em 8 de Novembro de 2013 nos Estados Unidos e em 29 de Novembro de 2013 no Brasil.

## Sinopse
Nesta paródia de The Hunger Games, Kantmiss Evershot deve lutar por sua vida na 75º Edição dos Jogos Famintos, onde ela também poderia ganhar um presunto velho, um cupom para comprar um sanduíche do subway ,um picles parcialmente comido.

## Elenco
- Maiara Walsh como Kantmiss Evershot
- Brant Daugherty como Dale
- Cody Christian como Peter Malarkey
- Nick Gomez como Avatar Na'vi Guy
- Lauren Bowles como Effoff
- Diedrich Bader como Presidente Snowballs
- Joseph Aviel como Arnold Schwarzenegger
- Ross Wyngaarden como Marco
- Dean J. West como 	Seleca
- Michael Hartson como Bob Hylox
- Theodus Crane como	Cleaver Williams
- Chris Marroy como	Stanley Caeserman
- Eryn L. Davis como	Rudy
- Kennedy Hermansen como Petunia
- Juhahn Jones como Cinnamon
- Taylor Ashley Murphy como Glammer
- Rob Steinberg como Gandalf
- Brittney Karbowski	como Backpack Girl
- Aaron Jay Romecomo Oz
- Christopher Matthew Cook como Guarda
- Jade Roberts como Sylvester Stallone
- Eric Buarque como 	Bruce Willis
- Gene Williams como Chuck Norris
- Jason Stanly como Jason Statham
- Gralen Bryant Banks como Nick Fury
- Jordan Salloum como Gavião Arqueiro
- Trenton Rostedt como Thor
- Ian Casselberry como Skyblu Look-a-like
- Shawn Carter Peterson como RedFoo Look-a-like

## Paródias

### Personalidades
- Arnold Schwarzenegger
- Bruce Willis
- Sylvester Stallone
- Jason Statham
- Chuck Norris
- Laranja Irritante
- Thor
- Oz
- Hawkeye
- Hermione Granger
- Ron Weasley

### Filmes
- The Hunger Games
- The Expendables 2
- Oz: The Great and Powerful
- Sherlock Holmes: A Game of Shadows
- The Expendables
- Harry Potter and the Deathly Hallows: Part 2
- The Hobbit: An Unexpected Journey
- The Avengers
- Avatar

## Lançamento
| País               | Lançamento             |
| ------------------ | ---------------------- |
| Estados Unidos     | 8 de novembro de 2013  |
| Argentina          | 31 de outubro de 2013  |
| Letônia            | 1 de novembro de 2013  |
| Israel             | 7 de novembro de 2013  |
| Estónia            | 8 de novembro de 2013  |
| República da China | 8 de novembro de 2013  |
| Reino Unido        | 11 de novembro de 2013 |
| Brasil             | 29 de novembro de 2013 |
| Lituânia           | 29 de novembro de 2013 |
| Alemanha           | 9 de janeiro de 2014   |
| Itália             | 16 de janeiro de 2014  |